# دولت سایه
دولت سایه در اصطلاح سیاسی به هیئت دولت روی کار نیامده گفته می‌شود که با هدف در دست گرفتن کنترل دولت در واکنش به یک حادثه منتظر مانده‌است. در نظام‌های پارلمانی اغلب بزرگ‌ترین حزب مخالف خود را دولت سایه می‌نامد.
دولت سایه یکی از ویژگی‌های نظام وست‌مینستر است. این گروه متشکل از یک گروه بلندپایه از سخنگویان اپوزیسیون است که تحت رهبری رهبر مخالفان، کابینه جایگزینی برای هیئت دولت تشکیل می‌دهند و اعضای آن بر مواضع تک تک اعضای دولت، سایه می‌زنند یا نظر خود را منعکس می‌کنند. حوزه‌های مسئولیت آن‌ها، به موازات وزارتخانه‌های حزب حاکم، ممکن است به‌عنوان یک مجموعه در سایه نامیده شود. اعضای دولت سایه قدرت اجرایی ندارند. بررسی دقیق سیاست‌ها و اقدامات دولت و همچنین ارائه سیاست‌های جایگزین بر عهده دولت سایه است. دولت سایه اکثریت ردیف جلوی رسمی اپوزیسیون، به عنوان بخشی از نمایندگان مجلس را تشکیل می‌دهد. احزاب اپوزیسیون کوچکتر در بریتانیا و ایرلند دارای تیم‌های پیشرو هستند.
در بسیاری از کشورها، یکی از اعضای دولت سایه به عنوان وزیر سایه یا رئیس‌جمهور سایه شناخته می‌شود. در مجلس اعیان بریتانیا و در نیوزیلند، از عبارت سخنگو به جای سایه استفاده می‌شود. در کانادا از واژه منتقد مخالف نیز استفاده می‌شود.

## توضیحات و توابع
وظایف وزرای در سایه ممکن است به آنها اهمیت قابل توجهی در سلسله مراتب تشکیلات حزبی بدهد، به خصوص اگر یک سبد پرمخاطب باشد. اگرچه حقوق و مزایایی که از خزانه عمومی به وزرای در سایه پرداخت می‌شود، مانند یک پشتیبان باقی می‌ماند - آنها برخلاف وزرای کابینه هیچ مسئولیت اجرایی ندارند - برخی از احزاب اپوزیسیون علاوه بر حقوقی که به عنوان قانونگذار دریافت می‌کنند، کمک هزینه اضافی نیز در نظر می‌گیرند. حداقل بازپرداخت وزرای سایه برای هر گونه هزینه اضافی انجام شده که در غیر این صورت واجد شرایط بازپرداخت از بودجه عمومی نیست. علاوه بر این، در اکثر نهادهای قانونگذاری به سبک وست‌مینستر، به همه احزاب پارلمانی شناخته شده، یک بلوک از بودجه عمومی برای کمک به اعضای منتخب خود در انجام وظایفشان اعطا می شود، اغلب علاوه بر بودجه‌ای که قانونگذاران فردی برای پرداخت دفاتر حوزه انتخابیه و سایر هزینه های مشابه دریافت می‌کنند. معمولاً شرطی وجود دارد که چنین وجوهی باید برای امور رسمی پارلمان استفاده شود. با این حال، در چارچوب این محدودیت، احزاب معمولاً می‌توانند بودجه را بین قانونگذاران منتخب خود به دلخواه خود توزیع کنند و از این طریق پول مورد نیاز را برای کارکنان و حمایت از وزارتخانه های سایه تأمین کنند.
اعضای یک دولت سایه ممکن است لزوماً به پست کابینه مربوطه منصوب نشوند، در صورتی که حزب آنها دولت تشکیل دهد، با این فرض که آنها کرسی‌های خود را حفظ می‌کنند که طبق قرارداد معمولاً شرط لازم برای خدمت در کابینه در نظر گرفته می‌شود. با این حال، سازگاری احزاب در دست گرفتن قدرت و انتصاب وزرای در سایه برای نقش‌های واقعی در دولت، بسته به مواردی مانند صلاحیت پست مورد نظر، سنت‌ها و رویه‌های حزبی که دولت را برعهده می‌گیرد، شرایط دقیق احراز قدرت و حتی اهمیت آن‌ها بسیار متفاوت است.
برخی از وزرای در سایه علاوه بر اینکه وزیران احتمالی آینده هستند، در گذشته پست‌های وزارتی را نیز بر عهده داشته اند.
به عنوان نشانه انضباط، از وزرای سایه انتظار می‌رود که در داخل و نه خارج از حوزه کاری خود صحبت کنند.

## تاریخچه
نخستین بار در سال ۱۹۵۱ در پارلمان بریتانیا دولت در سایه توسط رهبر اپوزیسیون هیو گایتسکول، علیه سیاست‌های وینستون چرچیل تشکیل گردید.

### در ایران
سعید جلیلی در بیانیه‌ای که پس از شکست در انتخابات ریاست‌جمهوری ایران (۱۳۹۲) منتشر کرد، ایدهٔ تشکیل دولت در سایه را مطرح کرد و در ماه‌ها و مصاحبه‌های بعد به تشریح و توضیح دولت در سایه پرداخت. جلیلی در دوران ریاست‌جمهوری حسن روحانی دولت سایهٔ خود را تشکیل داد و مدعی رصد مسائل کشور در سال‌های دولت روحانی در قالب دولت سایه بود.  فعالیت دولت سایه سعید جلیلی در دوره دولت سیزدهم در دوران ریاست‌جمهوری سید ابراهیم رئیسی نیز ادامه یافت، که با توجه به همسویی سیاسی سعید جلیلی با دولت مستقر، فعالیت دولت سایه کاهش یافته بود. پس از پیروزی مسعود پزشکیان در انتخابات ریاست‌جمهوری ایران (۱۴۰۳)، جلیلی طی پیامی ضمن تبریک به وی از استمرار فعالیت دولت سایه خبر داد. برخی اعتقاد دارند منظور و نوع عملکرد دولت سایه جلیلی بیشتر شبیه دولت پنهان است.
پیش از جلیلی، محسن رضایی قصد ایجاد دولت سایه را داشت؛ ولی نوع هدف‌گذاری او متفاوت با جلیلی بود. به نظر وی دولت در سایه در کنار دولت رسمی باید متشکل از نخبگان و بهترین کارشناسان کشور تشکیل شود. او معتقد است از نخبگان همیشه تعریف و تمجید شده، اما کمتر نقشی سازمان یافته در اداره کشور داشته‌اند. در دیدگاه رضایی، وزارتخانه‌های نخبگی باید بر وزارتخانه‌های رسمی نظارت داشته باشد تا با انجام این نظارت بتوان معایب و محاسن دستگاه‌ها را رصد و پیگیری کرد. همچنین تولید فکر، مشاوره و ارائه پیشنهاد وظیفه دولت در سایه و دولت نخبگی است.